# تایرا ایماتا
تایرا ایماتا (انگلیسی: Taira Imata؛ زادهٔ ۲۴ سپتامبر ۱۹۷۵) بازیگر اهل ژاپن است.